# ロボやん
『ロボやん』は千葉テレビ（チバテレ）で2012年5月2日から10月24日まで毎週水曜日25:30 - 25：35（JST）に放送していた日本のテレビドラマ。

## キャスト
- ロボやん
- 野口健太：野口魁生
- 野口朋子：金田朋子
- 黒田ニーサン：黒田勇樹

## 主題歌
- 「嗚呼!ロボット」 大和龍二

## スタッフ
- 原作：A・ブランドン『ロボやん工場とおじいさん』より
- 脚本：西野圭吾
- 構成：池谷フューチャ
- プロデュース：林龍太郎
- 音楽：☆ぴょんぴょん☆
- 音効：岡沢秀二
- 撮影：小野塚正直
- 技術協力：STUDIO38
- EED：森本圭
- MA：丸山晃
- メカニックデザイン：大河原邦彦
- ロボやん開発：株式会社 昌電
- ロボやんメンテナンス：福田博之
- ロボやんバイザー：小澤周
- ポスター：小澤共子
- デザイン：青山真也
- 校正・印刷：但馬大作
- 写真：畑中ヨシカズ
- HP担当：内田冴
- 協力：赤池利治、秋元晃一、荻野泰志、後藤誠一、小森平、鈴木武彦、正久仁、山之内建吾、横尾有美
- 制作スタッフ：佐藤正雄、中野和則、畑中秀之、 藤原亮介
- ブレーン：木原憲和
- 制作補：林直美、橋元里奈
- プロデューサー：葭田浩和
- 制作：株式会社ゼロステーション
- 監督：りゅうたろう（1〜7話担当、8話は総監督）、馬鹿田かおす（新人）（8話担当）
- 制作著作：ロボやん制作委員会